# 12616 Lochner
12616 Lochner eller 4874 P-L är en asteroid i huvudbältet som upptäcktes den 26 september 1960 av den nederländsk-amerikanske astronomen Tom Gehrels och det nederländska astronomparet Ingrid van Houten-Groeneveld och Cornelis Johannes van Houten vid Palomarobservatoriet. Den är uppkallad efter den tyske målaren Stefan Lochner.